# ヴァシリー・ミハイロヴィチ (カシン公2世)
ヴァシリー・ミハイロヴィチ（ロシア語: Василий Михайлович、? - 1382年5月6日）は、歴代カシン公の一人である。在位：1373年 - 1382年。

## 生涯
ヴァシリーはカシン公ミハイルとモスクワ公女ヴァシリサ（モスクワ大公セミョーンの娘）との間に生まれた。1373年に父ミハイルが死亡し、カシン公位を継いだ。祖母エレナ（初代カシン公ヴァシリーの妻）や貴族（ボヤーレ）の進言を受けて、父の治世から戦争状態だったトヴェリ大公ミハイルとの和解を模索するが、即位の翌年にはモスクワへと退避した。
1375年、他の諸公と共に、モスクワ大公ドミトリー（ドミトリー・ドンスコイ）のトヴェリへの遠征軍に参加した。戦後の和平交渉によって、カシン公国のトヴェリ大公国からの独立が認められたが、それはモスクワ大公国の庇護下に置かれることをも意味した。ヴァシリーはおそらく、1380年のクリコヴォの戦いにも参加したと考えられている。
ヴァシリーは1382年に死亡した。エレナという妻がいたが、相続人となる子はいなかった。ヴァシリーの死後、カシン公国はトヴェリ大公国に組み込まれ、トヴェリ大公ミハイルの子アレクサンドル、ボリス、ヴァシリーへと相続された。